# Palácio Real (Nápoles)
O Palácio Real de Nápoles (Palazzo Reale di Napoli) é um dos quatro palácios que serviram de residência aos reis de Nápoles e Sicília durante o seu reinado no Reino das Duas Sicílias (1730-1860); os outros palácios são o Reggia di Caserta, o Reggia di Capodimonte e o Reggia di Portici. 

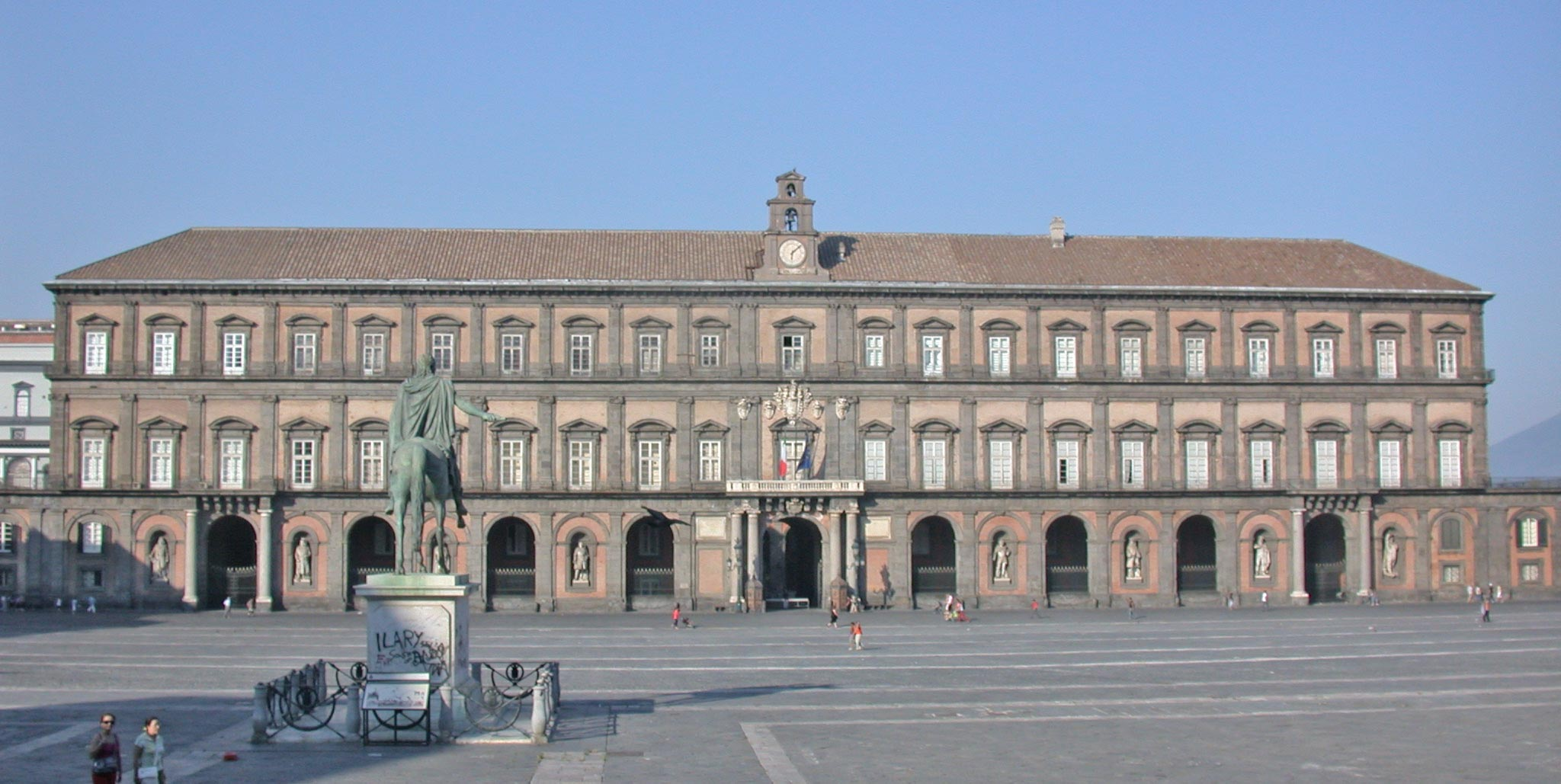
Fachada principal do Palácio Real de Nápoles na Piazza del Plebiscito (Praça do Plebiscito).

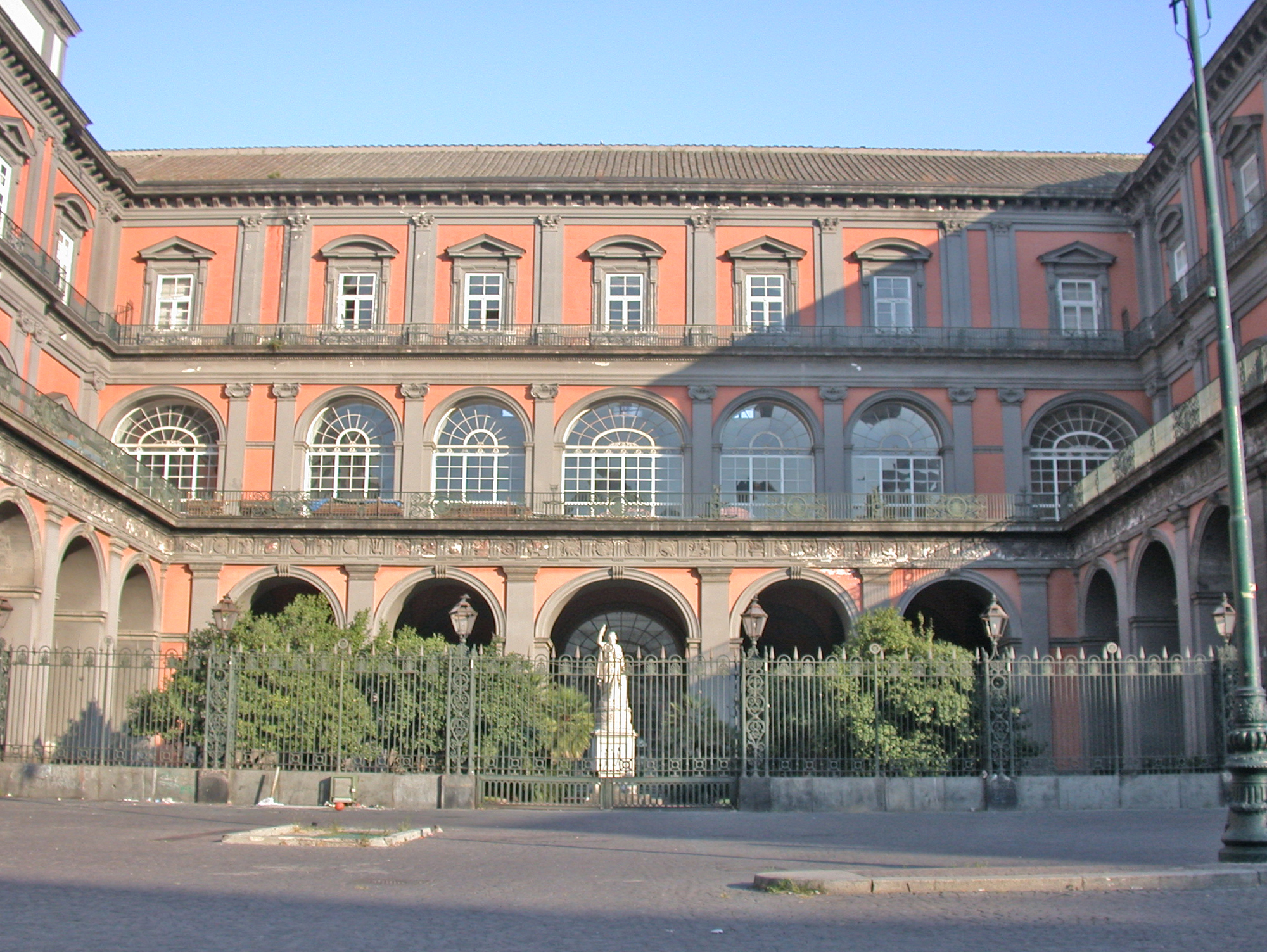
Fachada lateral do Palácio Real de Nápoles voltada para o Teatro San Carlo.

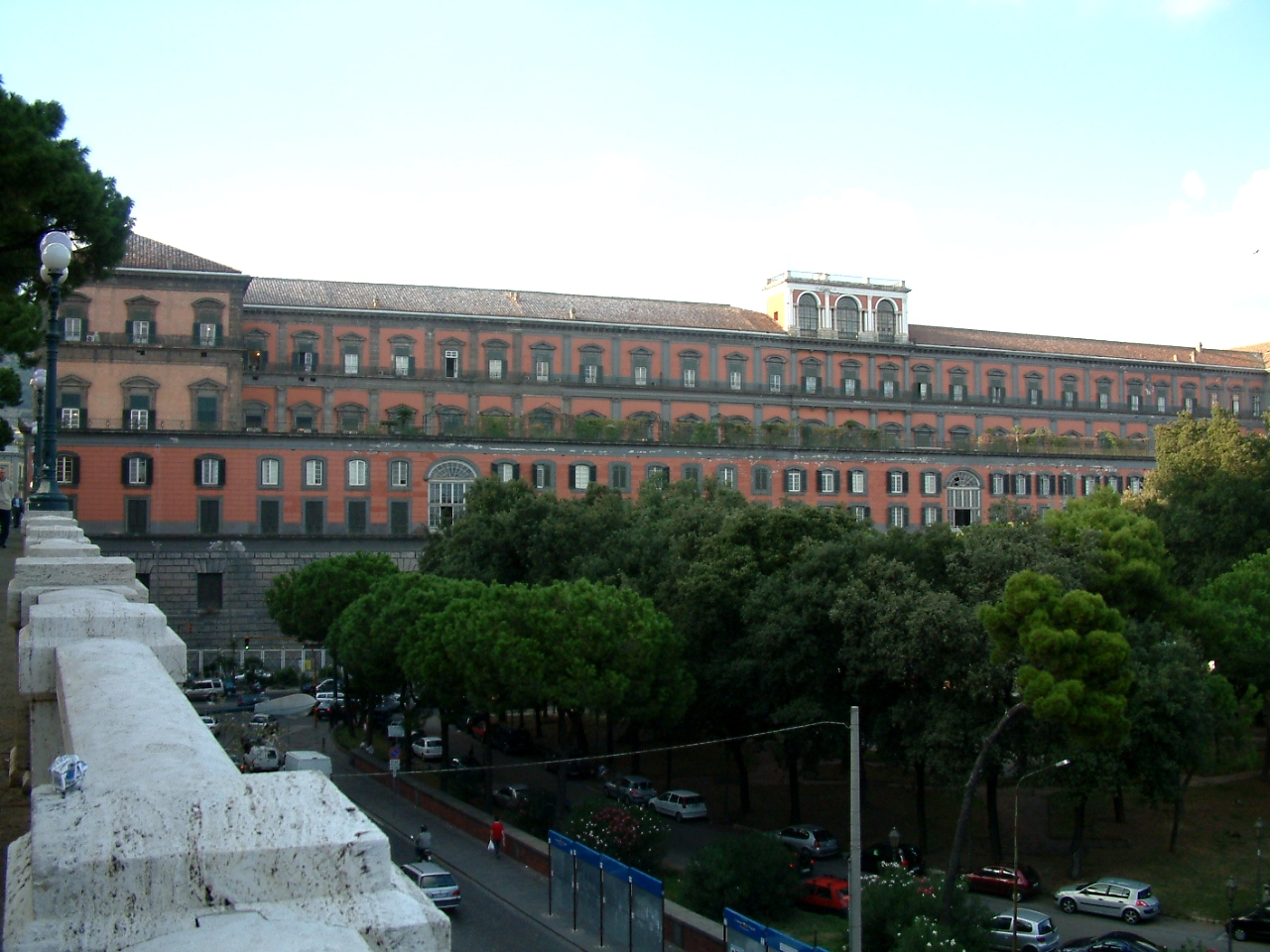
Fachada traseira do Palácio Real de Nápoles.

## História
O edifício, que se situa em Nápoles, na actual Piazza del Plebiscito (Praça do Plebiscito), foi construído em 1600 por Domenico Fontana, sob encomenda do vice-rei espanhol de então, o Conde de Lemos. Este deveria hospedar o rei Filipe III de Espanha, esperado em Nápoles com a sua consorte para uma visita oficial que nunca aconteceu. O palácio tornou-se sucessivamente residência do vice-rei espanhol, do vice-rei austríaco e, finalmente, dos reis da Casa de Bourbon.

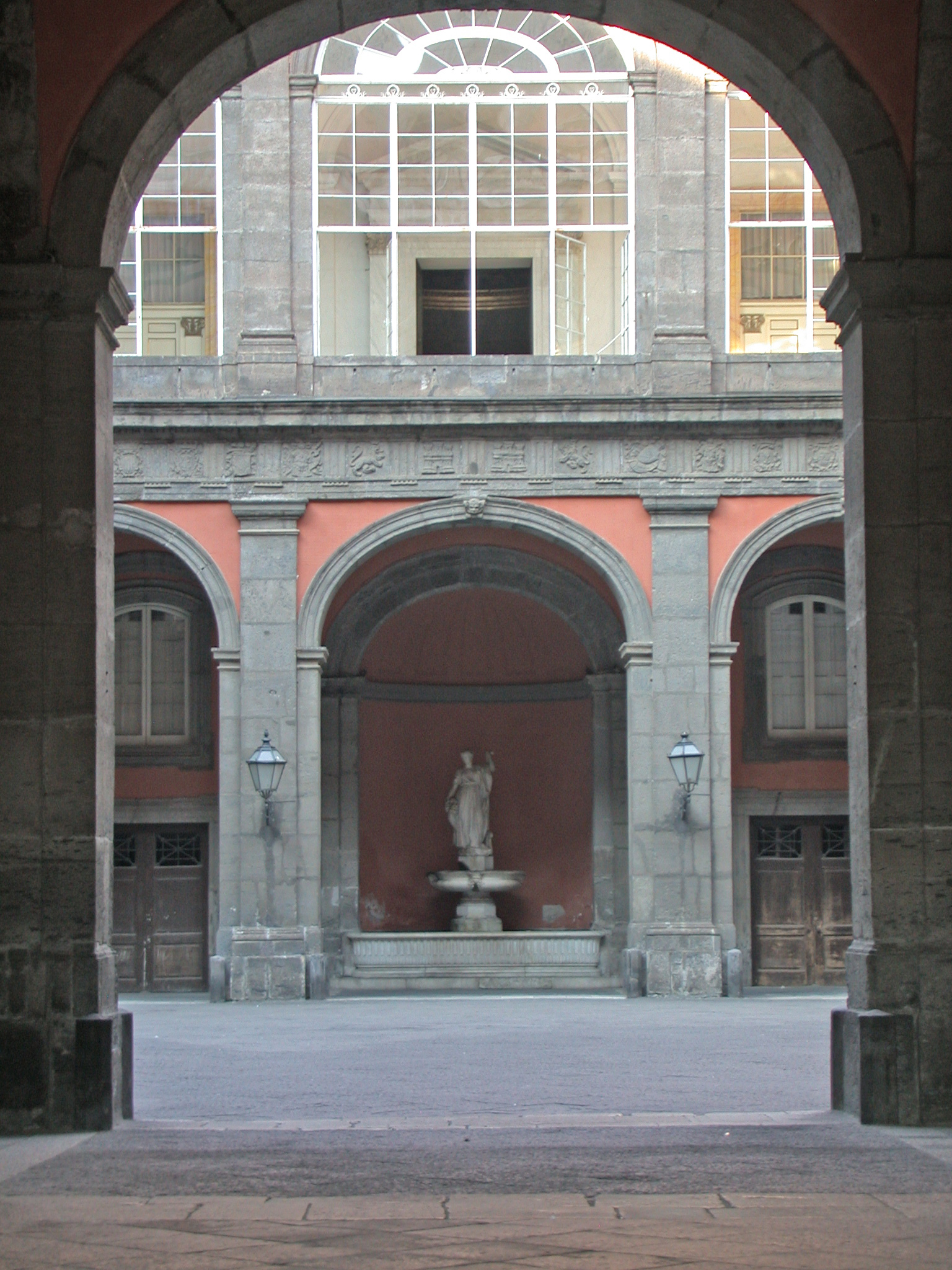
Vista do Pátio de Honra a partir do entrada pela Piazza del Plebiscito.

A residência real foi mudada para Caserta no século XVIII, uma vez que esta cidade, afastada do litoral, era mais defensável do assalto naval do que Nápoles.
No período compreendido entre 1806 e 1815 foi enriquecido por Gioacchino Murat e Carolina Bonaparte com decorações e adornos neoclássicos provenientes do Palácio das Tulherias. Em 1837 foi danificado por um incêndio e posteriormente restaurado entre 1838 e 1858 pela mão de Gaetano Genovese, o qual ampliou e regularizou, sem distorções, a antiga construção. Naquela época foram acrescentadas à estrutura a Ala das Festas e uma nova fachada voltada para o mar, caracterizada por uma base rusticada e por uma torre-belvedere. No ângulo com o Teatro San Carlo foi criada uma pequena fachada no lugar do palácio velho de dom Pedro de Toledo.
Depois do Risorgimento foi eleita residência napolitana dos soberanos da Casa de Saboia. Em  1888, por vontade de Humberto I, os nichos externos foram ocupados por gigantescas estátuas dos Reis da Sicília e Nápoles: Rogério II da Sicília, Frederico II da Suábia, Carlos I de Anjou, Afonso V de Aragão, Carlos V de Habsburgo, Carlos III de Bourbon, Joachim Murat, e Vítor Emanuel II de Saboia, primeiro rei de Itália unida.
Em 1922 foi decidido (por Decreto do Ministro Anile) transferir a Biblioteca Nacional Vitor Emanuel III (actualmente no edifício do Museu Arqueológico Nacional de Nápoles) para o Palácio Real de Nápoles; a transferência dos livros foi efectuada em 1925.
Os bombardeamentos súbitos ocorridos durante a Segunda Guerra Mundial e a ocupação militar que se seguiu causaram danos gravíssimos ao palácio, as quais justificaram um restauro a cargo da Superintendência dos Monumentos.

## Arquitectura

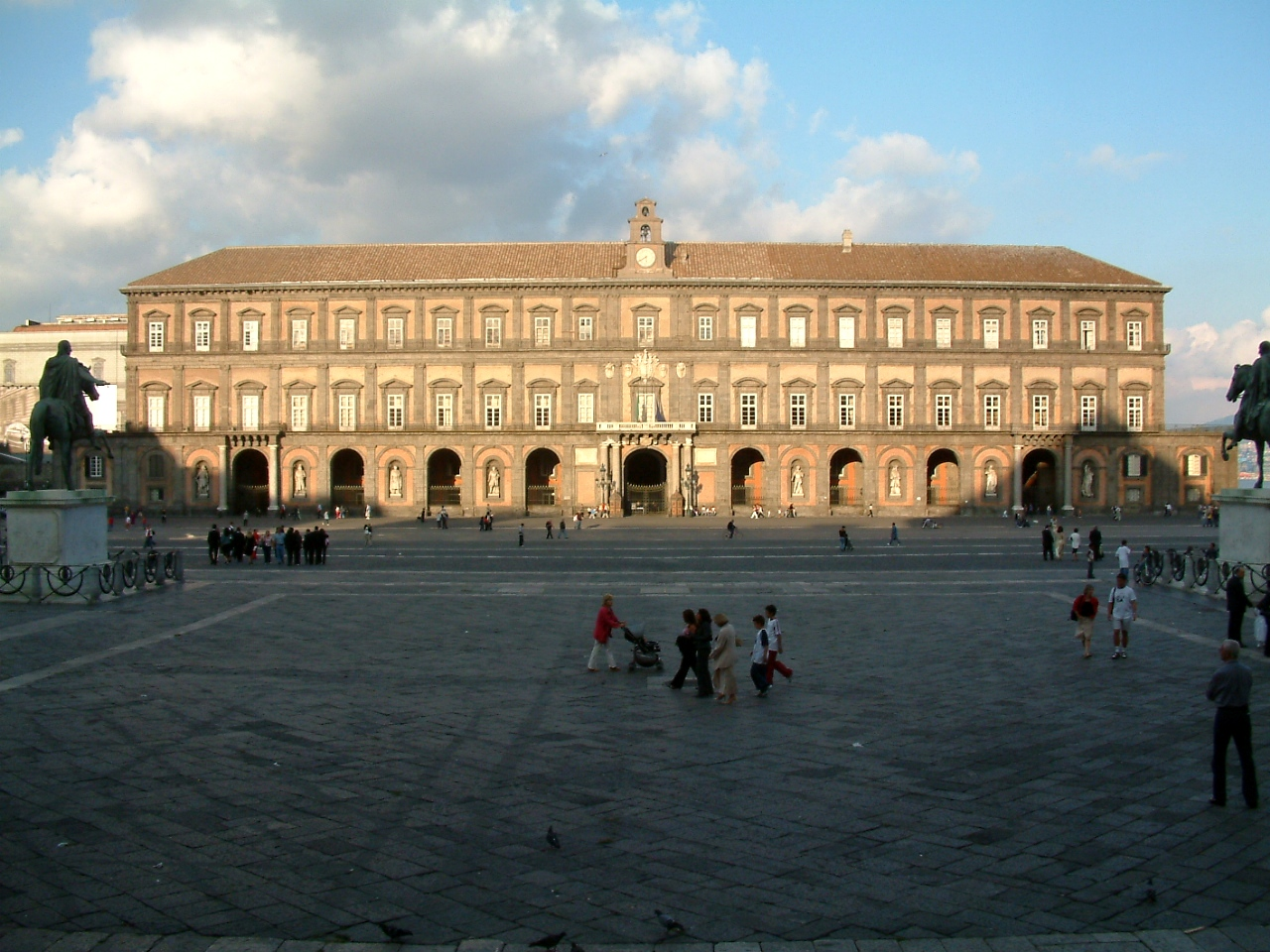
Vista do Palácio Real de Nápoles a partir da Piazza del Plebiscito.

### Exterior
A fachada possui uma base rusticada com duas ordens de janelas ao longo de 169 metros. No seu centro são visíveis os brasões reais e vice-reais. A fachada conserva a forma clássica original, com excepção do pórtico, onde na segunda metade do século XVIII, por obra de Luigi Vanvitelli, foram fechados alternadamente os arcos para aumentar a solidez do edifício, dando vida a arcadas fechadas em nichos. Em seguida, com os restauros do século XIX, foram acrescentadas arcadas fechadas em ambas as extremidades da fachada, cobertas por um terraço. Nestes nichos foram instaladas estátuas de oito reis de Nápoles, cujos bustos são reproduzidos abaixo.
Entrando no palácio, acede-se ao Pátio de Honra, o qual conserva a marca arquitectónica de Fontana. Em frente fica uma fonte oitocentista com a estátua da "Fortuna". À esquerda ficam os Jardins e à direita encontram-se o Pátio das Carruagens e o Pátio do Belvedere.

#### Estátuas dos soberanos de Nápoles

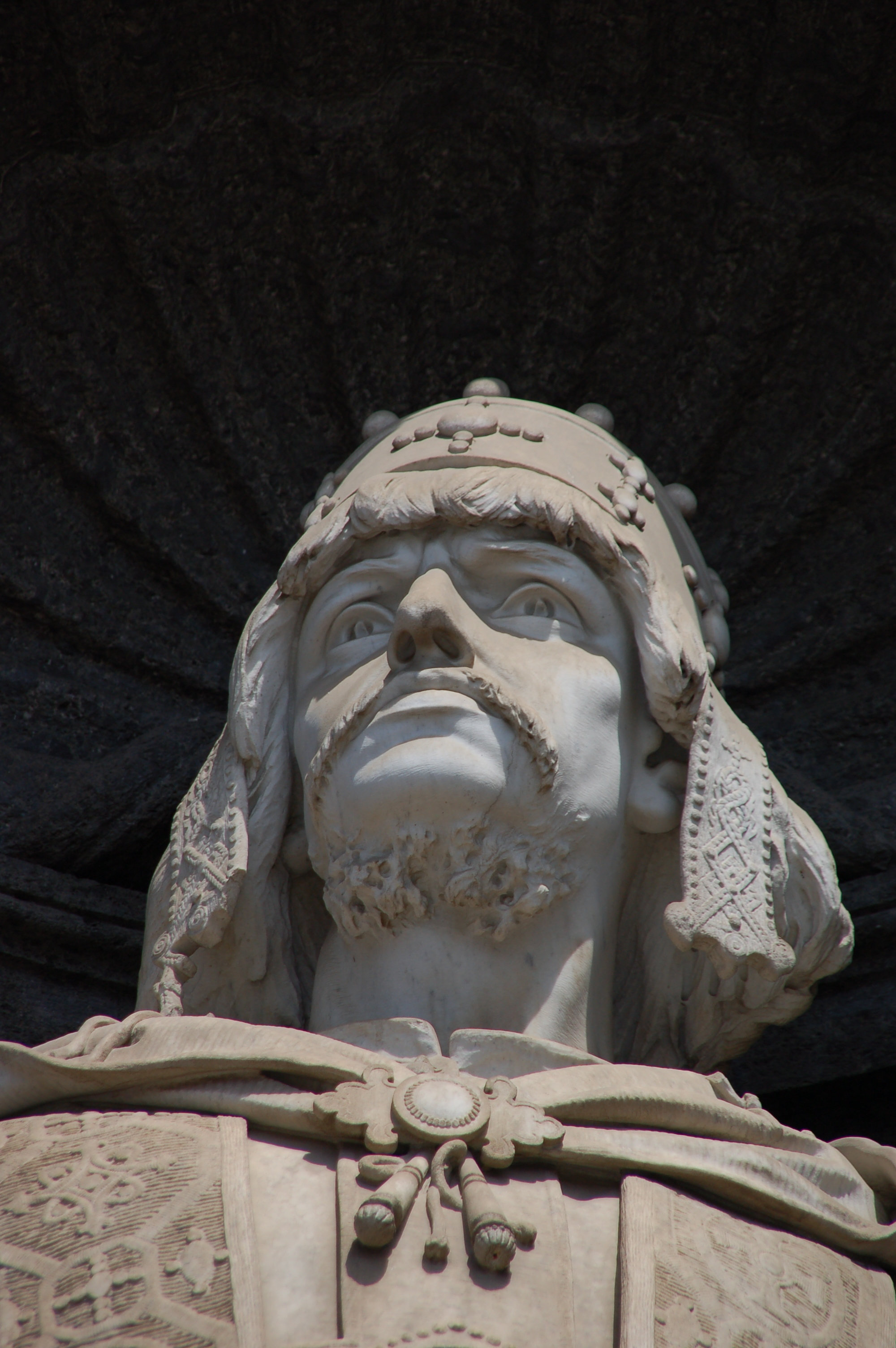
Rogério II da Sicília
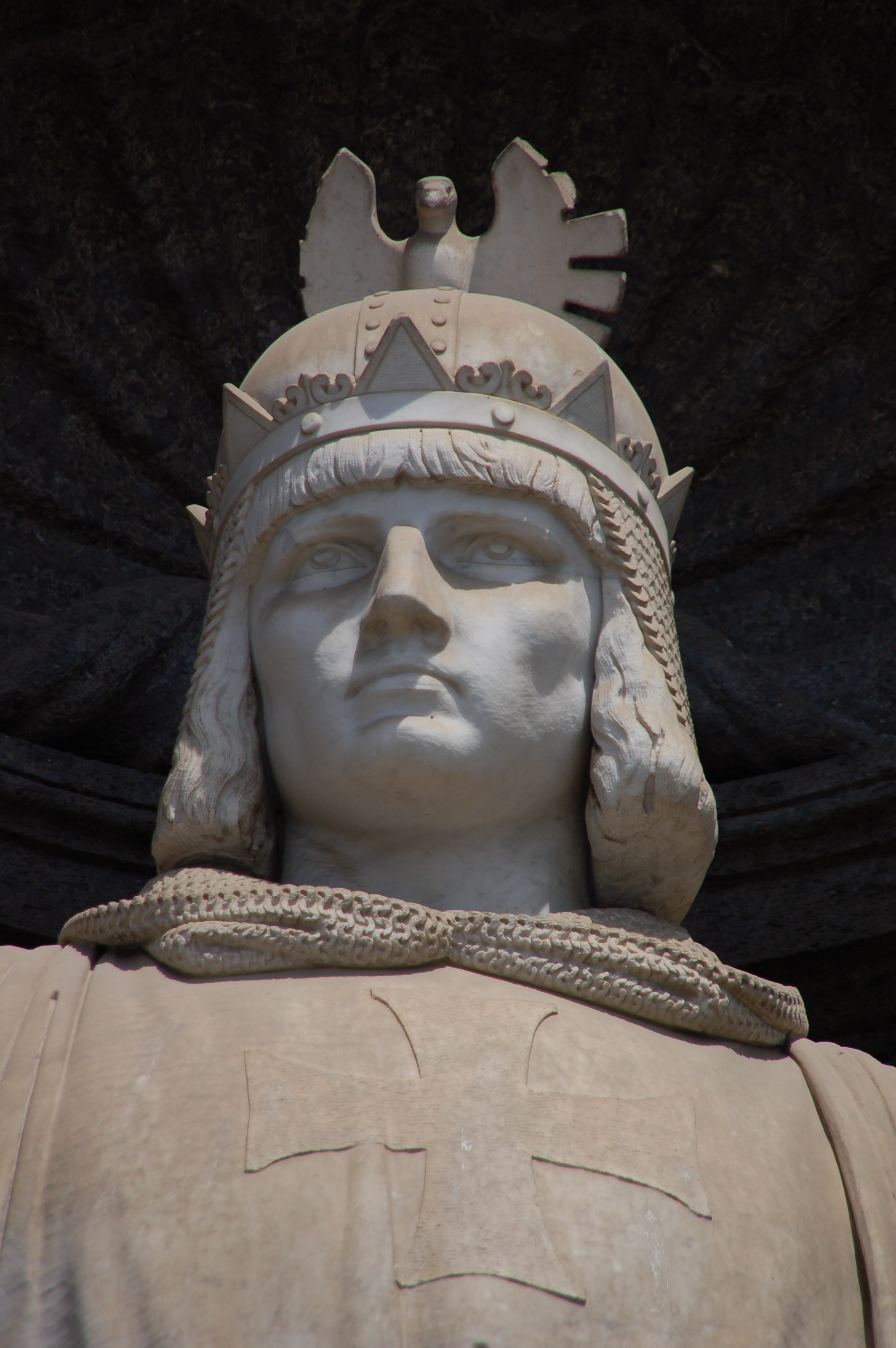
Frederico II da Suábia
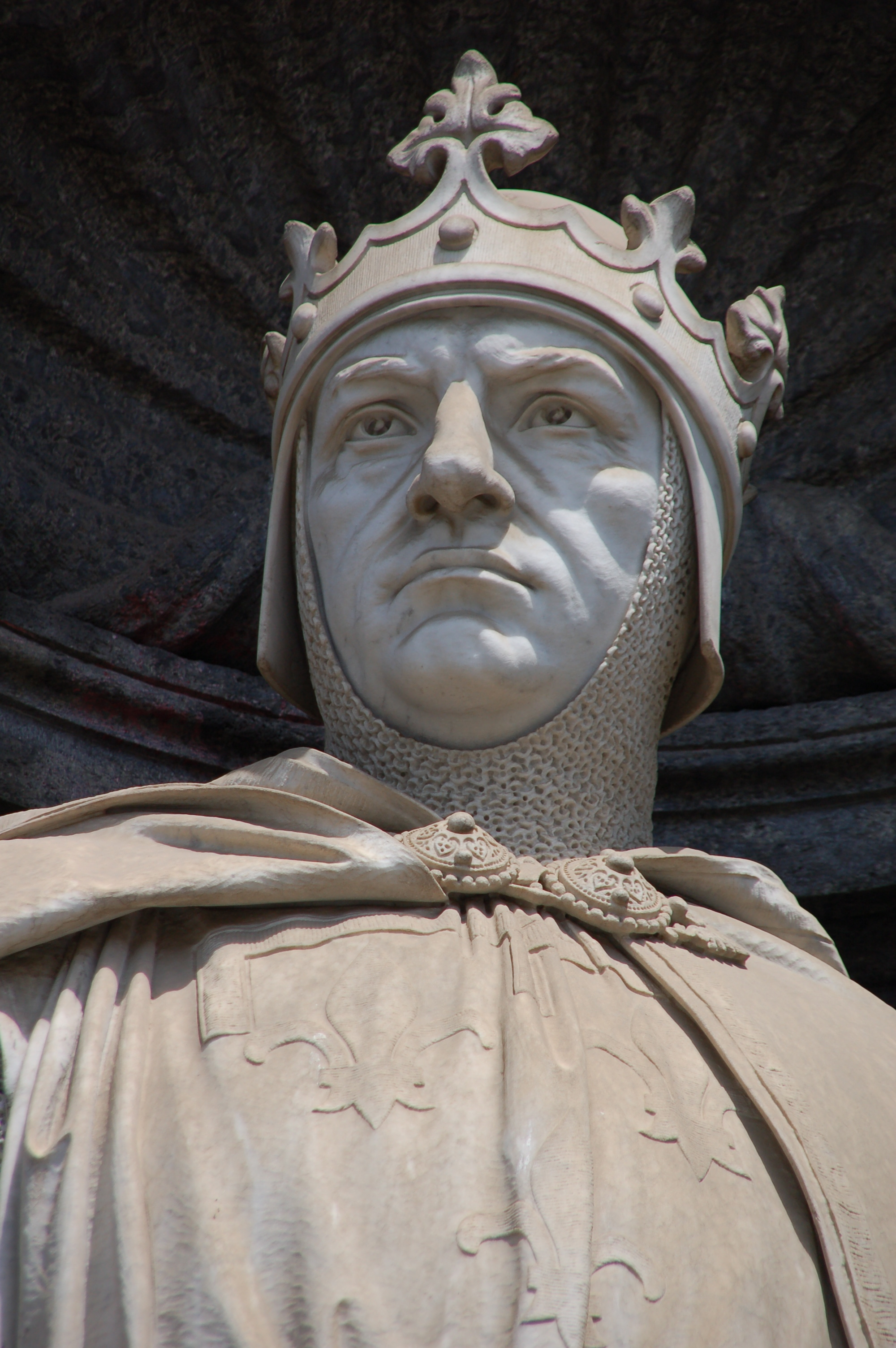
Carlos I de Anjou
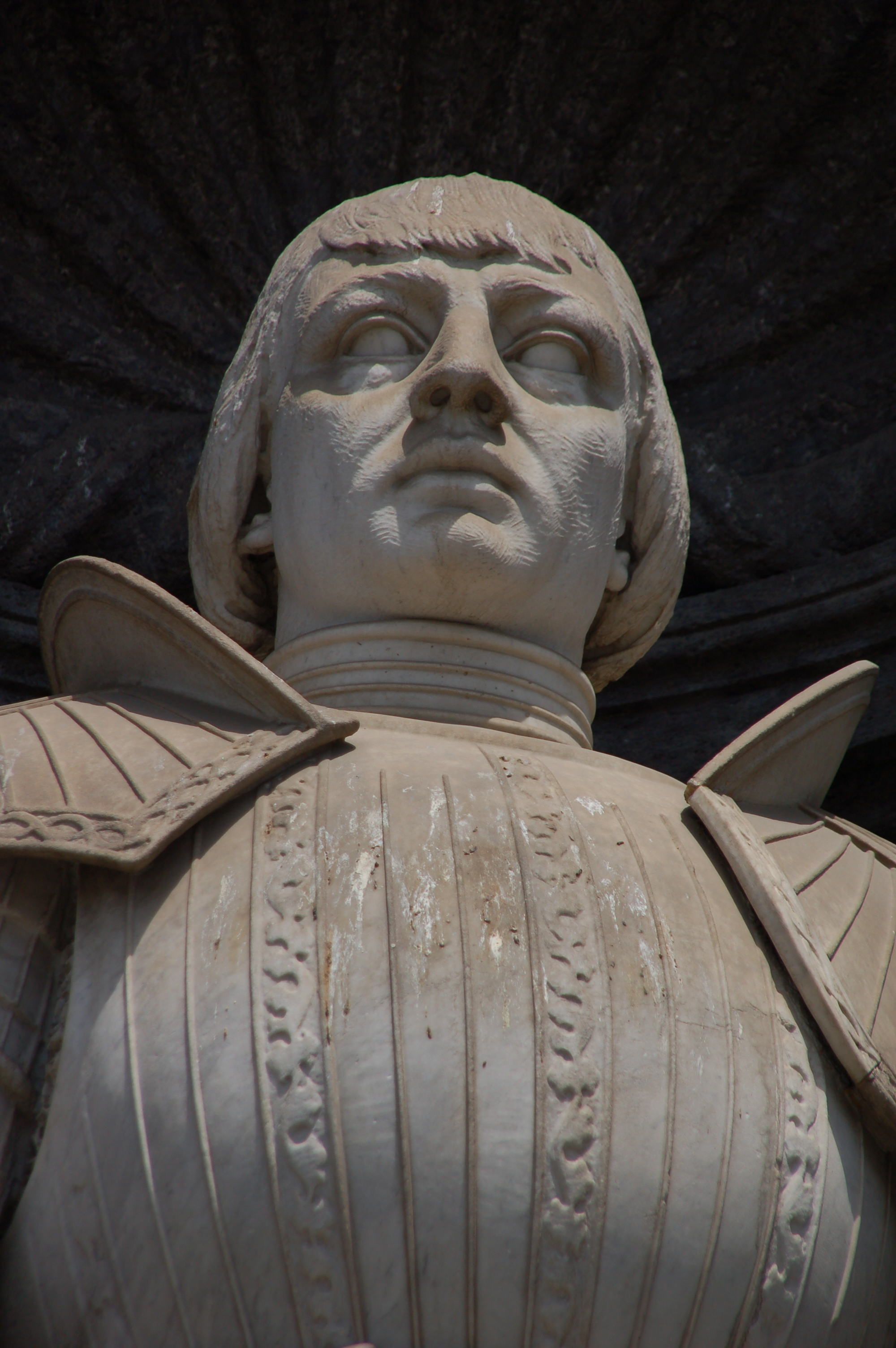
Afonso V de Aragão

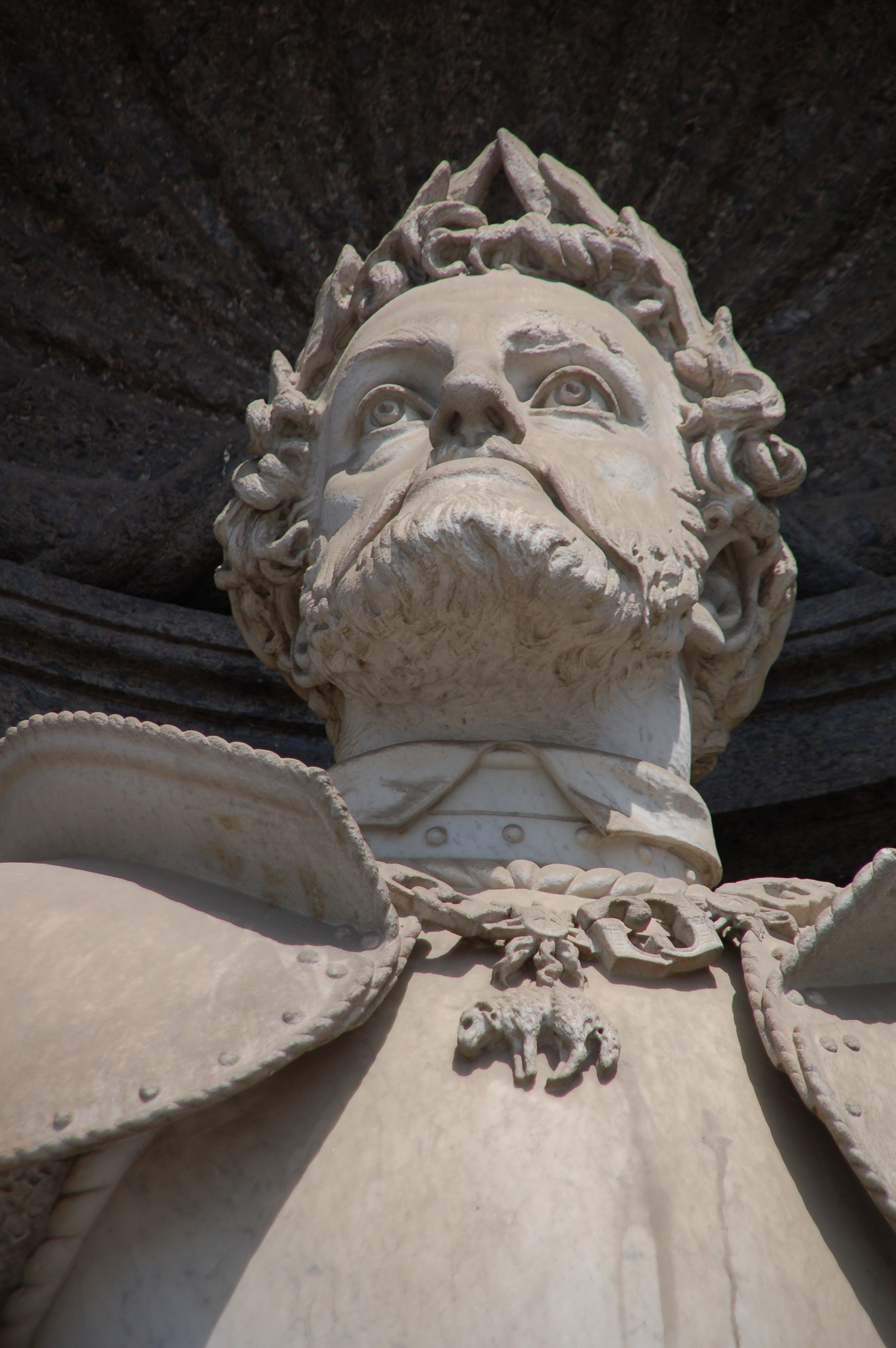
Carlos V de Habsburgo
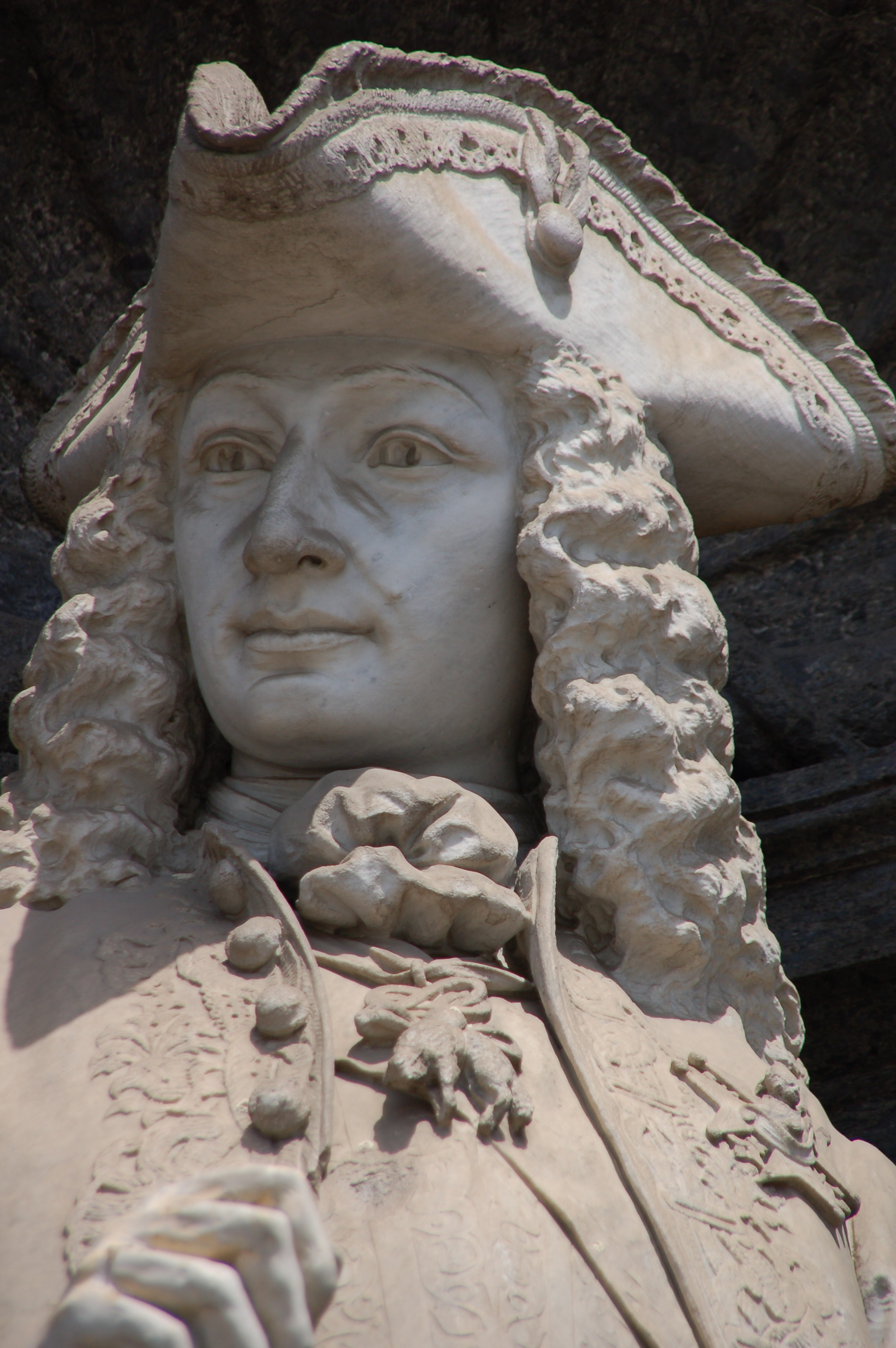
Carlos III de Bourbon
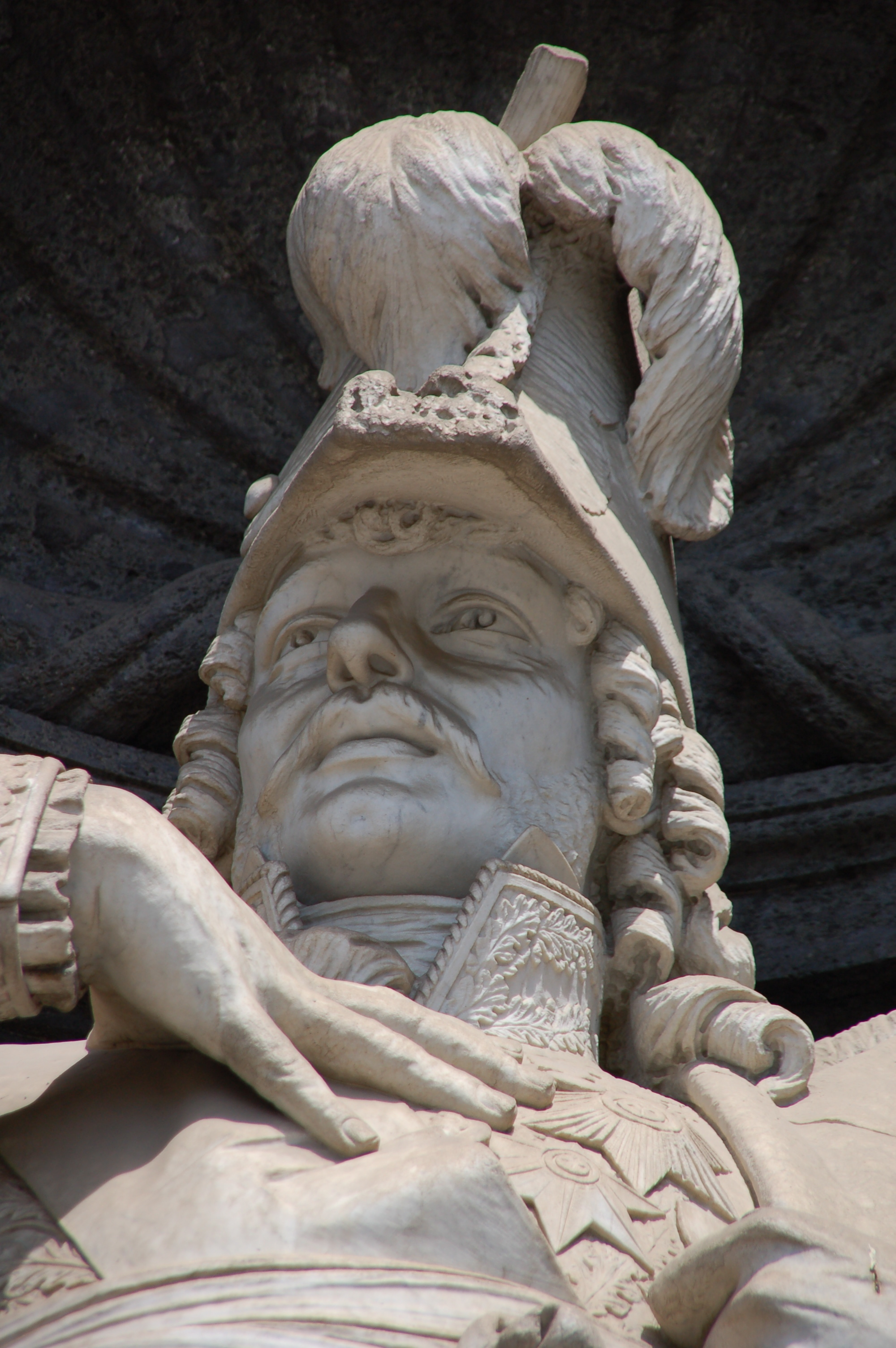
Joachim Murat
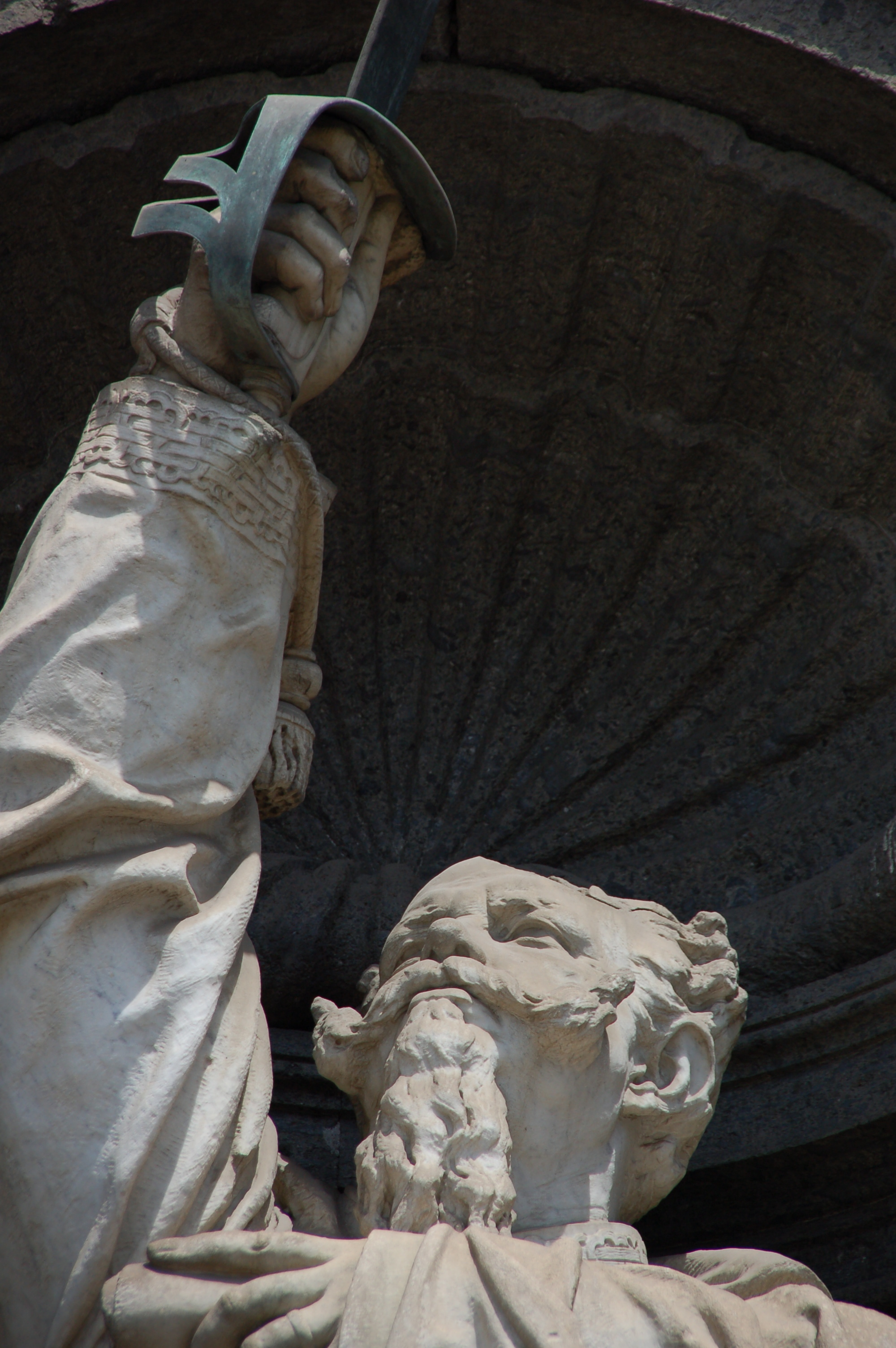
Vítor Emanuel II

### Interior

#### Escadaria

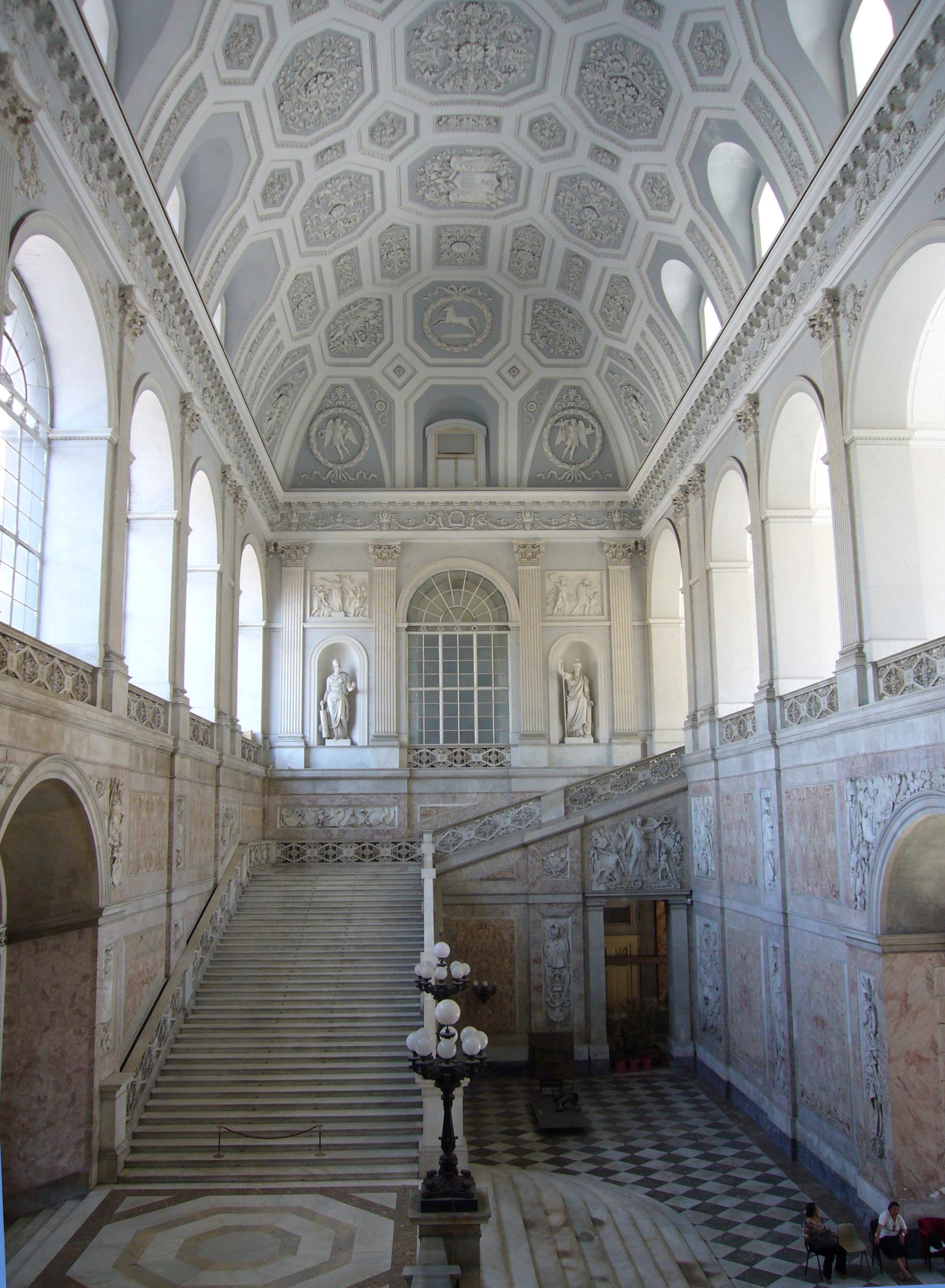
Lado direito da escadaria.

Acede-se ao Apartamento histórico pela monumental e luminosa Escadaria de Honra (Scalone d'onore), a qual foi projectada em 1651 por Francesco Antonio Picchiatti e decorada, de seguida, por Gaetano Genovese entre 1838 e 1858. A Escadaria foi decorada em mármore branco e rosado, com troféus militares e baixos relevos alegóricos. É digna de nota a rica balaustrada de mármore perfurado. Na zona superior encontram-se estátuas monumentais em gesso, as quais representam a Força, a Justiça, a Clemência e a Prudência. No final da Escadaria acede-se ao luminosíssimo Ambulacro, circundado por vitrais oitocentista. Elegantes estuques decoram as abóbadas do vestíbulo.

#### Apartamento Real
O Apartamento Real foi destinado a museu, a partir de 1919, com o nome de Apartamento Histórico (Appartamento Storico). Durante a visita podem admirar-se as salas Reais de aparato no andar nobre, as quais não sofreram qualquer alteração. Na década de 1970, algumas salas foram adaptadas a galeria de obras de arte e ordenadas com base em critérios temáticos e histórico-estilísticos.
As salas e as mobílias usadas mais quotidianamente não estão juntas devido aos graves danos e ao saque ocorrido no palácio durante a Segunda Guerra Mundial. A guerra também danificou as vestes bourbónicas, refeitos na segunda metade do século XX nos mesmos teares antigos da Sedaria Bourbónica da Fábrica de San Leucio, próximo de Caserta.
Os testemunhos mais importantes da decoração seiscentista de origem são os afrescos de conteúdo histórico e de gosto tardo-maneirista que decoram as salas mais antigas com ciclos de pintura destinados a exaltar a glória e a fortuna dos espanhóis vencedores.

##### Sala I: Teatro da Corte
Esta sala foi organizada por Ferdinando Fuga em 1768. Embora tenha sido muito danificada durante a Segunda Guerra Mundial (a abóbada é de meados do século XX), conserva as doze estátuas de papel machê originais, obra do escultor Angelo Viva, as quais representam Apolo, Minerva, Mercúrio e as nove Musas. Este Teatro acolheu representações de obras de Paisiello e  Cimarosa. Chega-se à sala seguinte através de duas entre outras cinquenta portas em madeira pintadas sobre fundo de ouro, obra de um decorador desconhecido que viveu entre o século XVIII e o século XIX, decoradas com elegantes motivos fantásticos, vegetais e animais, de gosto Pompeiano.

##### Sala II: Sala Diplomática
Na segunda sala, denominada também de Antecâmara de Sua Majestade (Anticamera di Sua Maestà), reunia-se o séquito das delegações diplomáticas recebidas na Sala do Trono. Sobre a abóbada encontra-se a pintura de Francesco De Mura que representa "A alegoria da virtude de Carlos de Bourbon e Maria Amália da Saxónia". A sala, coberta com lampasso (tecido antigo, frequentemente enriquecido com tramas de ouro e prata) encarnado, está enriquecida com majestosos móveis neo-barrocos, enquanto que nas paredes se encontram duas tapeçarias Gobelins da série de alegorias dos elementos: o Fogo e o Ar. Foram tecidas por Louis La Tour sobre cartões de Charles Lebrun, destinadas à celebração do poder do Rei Luís XIV de França.

##### Sala III: Saleta Neoclássica
Ao centro desta sala existe uma Ninfa alada da autoria de De Crescenzo. Nas paredes encontram-se dois importantes registos respeitantes ao Palácio Real, a Escadaria, de Antonio Dominici, e a Capela Real, de Elia Interguglielmi, representadas por ocasião dos casamentos por procuração das princesas Maria Teresa e Maria Luisa de Bourbon com os primos austríacos  Francisco II de Habsburgo e Fernando III de Lorena, ocorridos em 1790.

##### Sala IV, ou Segunda Antecâmara de Sua Majestade: Esplendor de Afonso o Magnânimo
Belisario Corenzio, ajudado por colaboradores da sua oficina, pintou na abóbada da Segunda Antecâmara um afresco que representa o Esplendor de Afonso o Magnânimo, fundador do reino aragonês de Nápoles. As várias secções, todas com uma legenda em espanhol, representam: ao centro, Investidura Real de Afonso; seguindo-se no sentido dos ponteiros do relógio, Afonso de Aragão entra em Nápoles; Cura para as artes e as letras; Submissão da cidade de Génova; Entrega a Afonso da Ordem do Tosão de Ouro. Nas paredes encontram-se duas pinturas de Massimo Stanzione, sendo uma delas "São Pedro consagra Sant'Aspreno como primeiro Bispo de Nápoles".

##### Sala V: Terceira Antecâmara
Sobre a parede central da sala, uma tapeçaria com o Rapto de Proserpina, de Pietro Duranti, testemunha a actividade da Real Tapeçaria de Nápoles.
O tecto, de 1818, é da autoria de Giuseppe Cammarano e representa Pallade entronizando a Fidelidade.

##### Sala VI: Sala do Trono

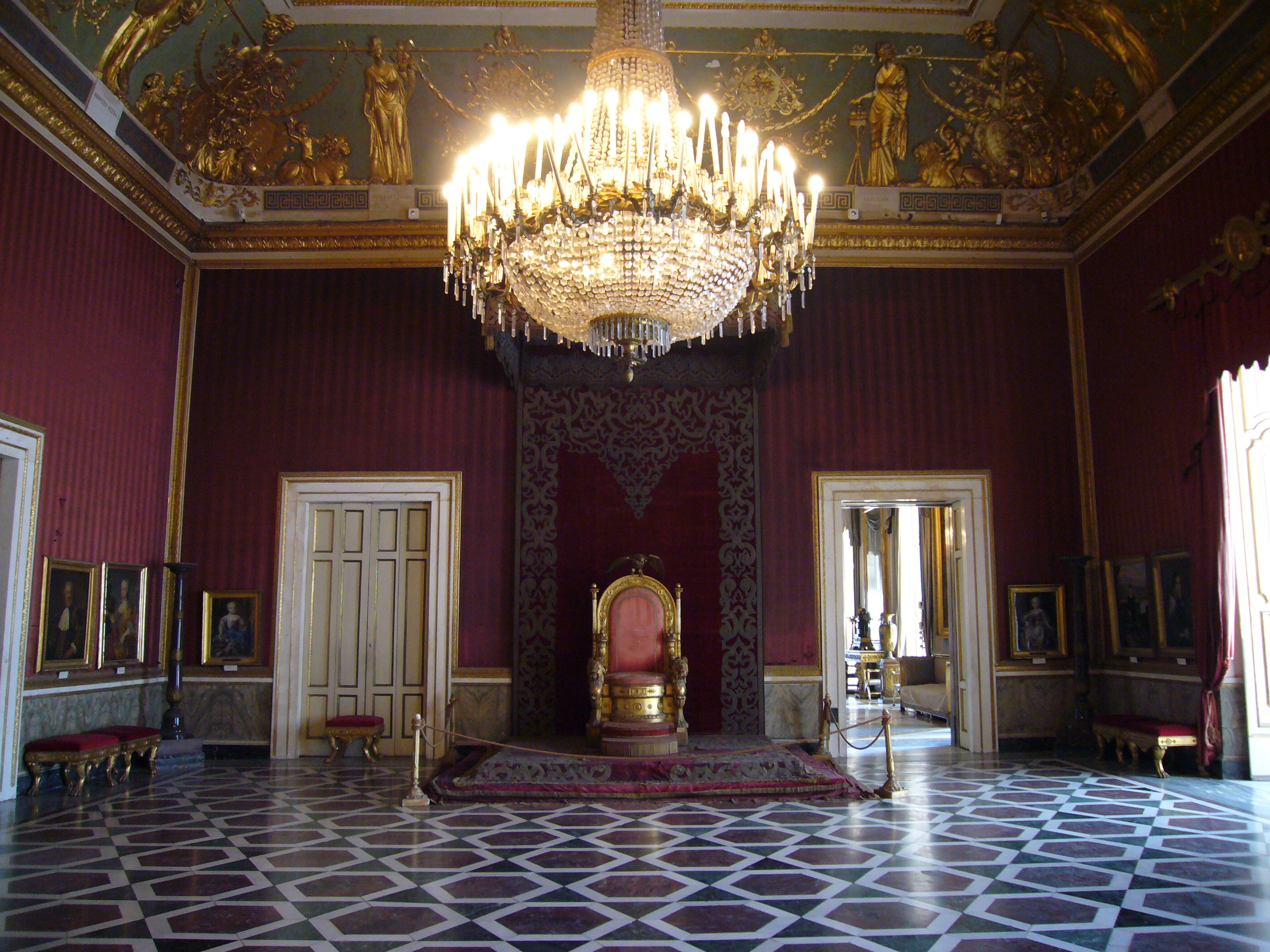
A Sala do Trono do Palácio Real de Nápoles.

A Sala do Trono é o lugar da autoridade, no qual o Rei recebia todos os seus hóspedes. O trono de madeira dourada, com os leões de estilo Império sobre os braços, pode ser datado por volta de 1850, enquanto que o baldaquino é originário do século XVIII. Nas paredes estão retratadas personagens realmente existentes entre o século XVII e o século XIX, entre as quais se encontra Fernando I, pintado por Vincenzo Camuccini. No tecto, de 1818, encontram-se personificações das catorze províncias do Reino das Duas Sicílias com brasões heráldicos e insígnias do reino.

##### Sala VII
Na Sala VII encontra-se um ciclo de pinturas que representa a História bíblica de Judite, de Tommaso de Vivo.

##### Sala VIII: Salão dos Embaixadores
A antiga galeria tem origem no terceiro decénio do século XVII. A abóbada conserva um dos afrescos mais antigos do palácio, o esplendor da Casa de Espanha em catorze quadros, obra de Belisario Corenzio, Onofrio e Andrea de Lione. O ciclo de Maria Anna de Áustria (1634-1696), do quinto decénio do século XVII, apresenta nos ângulos o brasão dos Habsburgo, obra de Massimo Stanzione.

##### Sala IX: Sala de Maria Cristina de Saboia
Esta sala, que anteriormente era denominada Sala dos Ministros, foi mais tarde rebaptizada em homenagem à rainha de Nápoles Maria Cristina de Saboia, primeira esposa de Fernando II, a qual morreu em 1836 depois de ter dado à luz o futuro rei Francisco II e proclamada beata pela sua grande virtude  cristã.
Entre as pinturas encontram-se O massacre dos inocentes, de Andrea Vaccaro, e Caminho do Calvário, atribuída a Decio Tramontano. Dois grandes vasos de Sévres, de 1820, representam "as Estações".

##### Sala X
A Sala X é o oratório privado da rainha Maria Cristina de Saboia e, nas paredes, apresenta a "História do Nascimento de Cristo", de Francesco Liani.
Desta sala acede-se ao "Jardim Pênsil", chamado antes de "Loggia" ou "Belvedere", o qual foi edificado na segunda metade do século XVII. Este jardim apresenta-se, actualmente, no arranjo oitocentista efectuado pelo arquitecto Genovese, decorado com fontes, árvores floridas e, ao centro, uma mesa de mármore e bancos neoclássicos. Primeiro Carlos e depois Fernando de Bourbon tiveram lá o seu quarto, o qual avançava sobre o jardim.
No século XIX, o acesso directo ao jardim também era possível a partir da actual Sala XX mediante uma ponte em ferro forjado, mais tarde destruída pelos bombardeamentos da Segunda Guerra Mundial.
A partir do Jardim Pênsil é possível gozar uma das mais belas vistas sobre o Golfo de Nápoles, do Vesúvio à Península Sorrentina até Capri.

##### Sala XI: Sala do Grande Capitão
O tecto desta sala representa um dos testemunhos mais preciosos que restaram da primitiva decoração seiscentista do palácio. Foi pintado por Battistello Caracciolo na segunda metade do século XVII e representa "A conquista do Reino de Nápoles", ocorrida em 1502, por  Gonzalo Fernández de Córdoba, primeiro vice-rei espanhol de Nápoles, chamado de "Grande Capitão".

##### Sala XII: Sala dos Flamengos
Esta sala recebeu este nome devido aos retratos holandeses do século XVII provenientes da Galeria Real de um palácio em Chiaia e comprados em Roma por Fernando IV de Bourbon em 1802. Sobre a consola mural está colocado um raríssimo relógio de Charles Clay, proveniente de Londres e datado de 1730, com carrilhão e figuras móveis. Ao centro da sala existe uma floreira com uma gaiola para aves, atribuída à Manufactura Popov de Gorbunovo, próximo de Moscovo, oferecida pelo czar Nicolau I da Rússia a Fernando II por ocasião da sua viagem a Nápoles em 1846. O tecto carrega brasões das províncias do Reino e um afresco de G. Maldarelli: "A Magnanimidade de Tancredo d'Altavilla para com Constança de Aragão sua prisioneira".

##### Sala XIII: Estúdio do Rei
O Estúdio do Rei é da época de Joaquim Murat. Os móveis de estilo Império foram fabricados em Paris entre 1809 e 1811, pelo ebanista Adam Weisweiler. Nas paredes encontram-se paisagens napolitanas da Escola de Posillipo. Na abóbada pode ver-se uma têmpera sobre estuque de G. Cammarano (1840): "Afonso da Calábria liberta Otranto dos turcos".

##### Sala XIV: Sala do Século XVII Napolitano
Esta sala, antes pertencente à rainha, é a primeira de uma série de salas decoradas no século XVIII para formar o apartamento de Maria Amália da Saxónia, esposa de Carlos III de Bourbon; nesta sala estão expostas pinturas do século XVII Napolitano. De Andrea Vaccaro são: "A fábula de Orfeo que encanta os animais" e "O encontro de Raquel e Jacó". 
Um monumento de extraordinária importância no âmbito da história e da pintura é a tela de Luca Giordano: "São Januário invoca o fim da Peste em Nápoles". Extraordinário é, também, o tecto, com uma particular decoração de "ramagens" de estuque branco e ouro datada do século XVIII. Ao centro está uma escrivaninha com pedra dura empregue sobre um fundo de pórfiro da Oficina das Pedras Duras de Florença, oferta do Grão-Duque da Toscânia Leopoldo II a Fernando I.

##### Sala XV: Sala da Pintura de Paisagens
Nesta sala estão pintadas paisagens do século XVI ao século XIX; ao centro encontra-se uma escrivaninha com o tampo em mármore, oferecida pelo barão Manganelli a Fernando II de Bourbon em 1830. O tecto e o espelho remontam ao tempo de Carlos de Bourbon. Nesta sala encontra-se a obra de A. De Aloysio intitulada "Colocação da primeira pedra da Igreja de São Francisco de Paula", de 1817.

##### Sala XVI: Sala de Luca Giordano
O refinado tecto com estuques branco-ouro é do tempo de Carlos de Bourbon; os móveis são de estilo neo-rococó e de manufactura napolitana. Entre as pinturas encontra-se a representação de uma série de batalhas inspiradas na antiguidade, obra de Luca Giordano, na sua fase barroca, inspirado em Pietro da Cortona.

##### Sala XVII: Sala da Pintura do Século XVII
Desta sala acedia-se, no século XVII, à Sala do Vice-Rei (actual Sala XXII). Entre as pinturas que representam o desenvolvimento meridional e romano da pintura seiscentista encontra-se o famoso Regresso do filho pródigo, de Mattia Preti, e o Cristo entre os doutores, de Giovanni Antonio Galli dito "Lo Spadarino".

##### Sala XVIII:  Sala da Pintura Emiliana
Nesta sala estão reunidas pinturas seiscentistas da região emiliana provenientes da colecção Farnese, a qual foi herdada por Carlos de Bourbon e trasportada para Nápoles. Encontram-se presentes nesta sala as obras, de 1613, A Sagrada Família na oficina de São José e Doação de Santa Isabel, de Bartolomeo Schedoni, e O Sonho de São José, de Guercino.  

##### Sala XIX: Sala da Natureza Morta
É possível admirar nesta sala numerosos exemplos de naturezas mortas seiscentistas e setecentistas, um género que, em Nápoles, teve grande fortuna, sobretudo no século XVII, no rasto da tradição flamenga.

##### Sala XX: Sala Neoclássica
Antiga Sala das Colunas, é caracterizada pelo gosto neoclássico, tanto no ambiente como nas obras expostas. Nas paredes encontram-se registos de Tischbein inspirados nos vasos gregos de Lord Hamilton. Ao centro da sala encontra-se uma escrivaninha de bronze coberto e decorado com mármore, que tomam a forma de objectos provenientes das escavações de Pompeia. 

##### Sala XXI: (antigaSala das Pilastras)
É notável uma mesa de centro da época napoleónica.

##### Sala XXII: Salão de Hércules
O salão, antiga Sala do Vice_Rei, construído em meados do século XVII, acolhe uma série de retratos dos vice-reis. Actualmente apresenta tapeçarias da série de Cupido e Psiquê, da Real Fábrica de Nápoles, tecidas por Pietro Duranti, sobre cartões de Fedele e Alessandro Fischetti, entre 1783 e 1789. A organização remonta a meados do século passado, quando adquiriu a função setecentista de salão de baile. Também é digno de nota o relógio do parisiense Thuret, activo na primeira metade do século XVIII, o qual representa Atlante que rege o mundo.

##### Sala XXIII
Nas paredes encontram-se algumas pinturas de Francesco Celebrano, as quais representam "As Estações", destinadas a um lugar campestre da Realeza Bourbónica, talvez Carditello.

##### Sala XXIV: Sala de Dom Quixote
Nesta sala estão expostos os esboços de pinturas realizadas por pintores napolitanos, destinados a servir de modelos para a tecelagem de uma grande série de tapeçarias da fábrica de Nápoles. Estas tapeçarias foram produzidas entre 1758 e 1779 e, actualmente, encontram-se no Palazzo del Quirinale, em Roma. O tema reproduzido é o das aventuras de Dom Quixote.

##### Sala XXV: Sala da Pintura de Paisagens Napolitanas  do Século XIX
Nesta sala estão conservadas algumas pinturas de Pasquale Mattei representando as festas do Reino: A festa de Santa Rosália em Palermo, de 1855, A feira de São Januário em Abruzzo, de 1851, A procissão do Corpus Christi em Monte Cassino, de 1858, e A procissão ao Santuário da Senhora do poço em Capruso próximo de Bari, de 1853.
Da autoria de Salvatore Fergola encontram-se presentes algumas paisagens: A floresta ao crepúsculo e Os náufragos ao luar.

##### Salas XXVI, XXVII e XXVIII: Afrescos de Domenico Antonio Vaccaro
Nesta sala encontram-se vários afrescos da autoria de  Domenico Antonio Vaccaro, entre as quais se destacam: A alegoria da união matrimonial e A alegoria da Majestade Régia, os quais decoram os degraus ao lado da alcova da rainha Maria Amália da Saxónia.

##### Sala XXIX: Sala do Corpo da Guarda
Nesta sala encontram-se tapeçarias da manufactura napolitana: O Ar, A Terra e A Água, realizadas depois de a maquinaria e os tecelões da tapeçaria Grã-ducal de Florença, então fechada, terem sido transferidos para Nápoles para dar vida à Real Fábrica Bourbónica.

##### Sala XXX: Capela Real

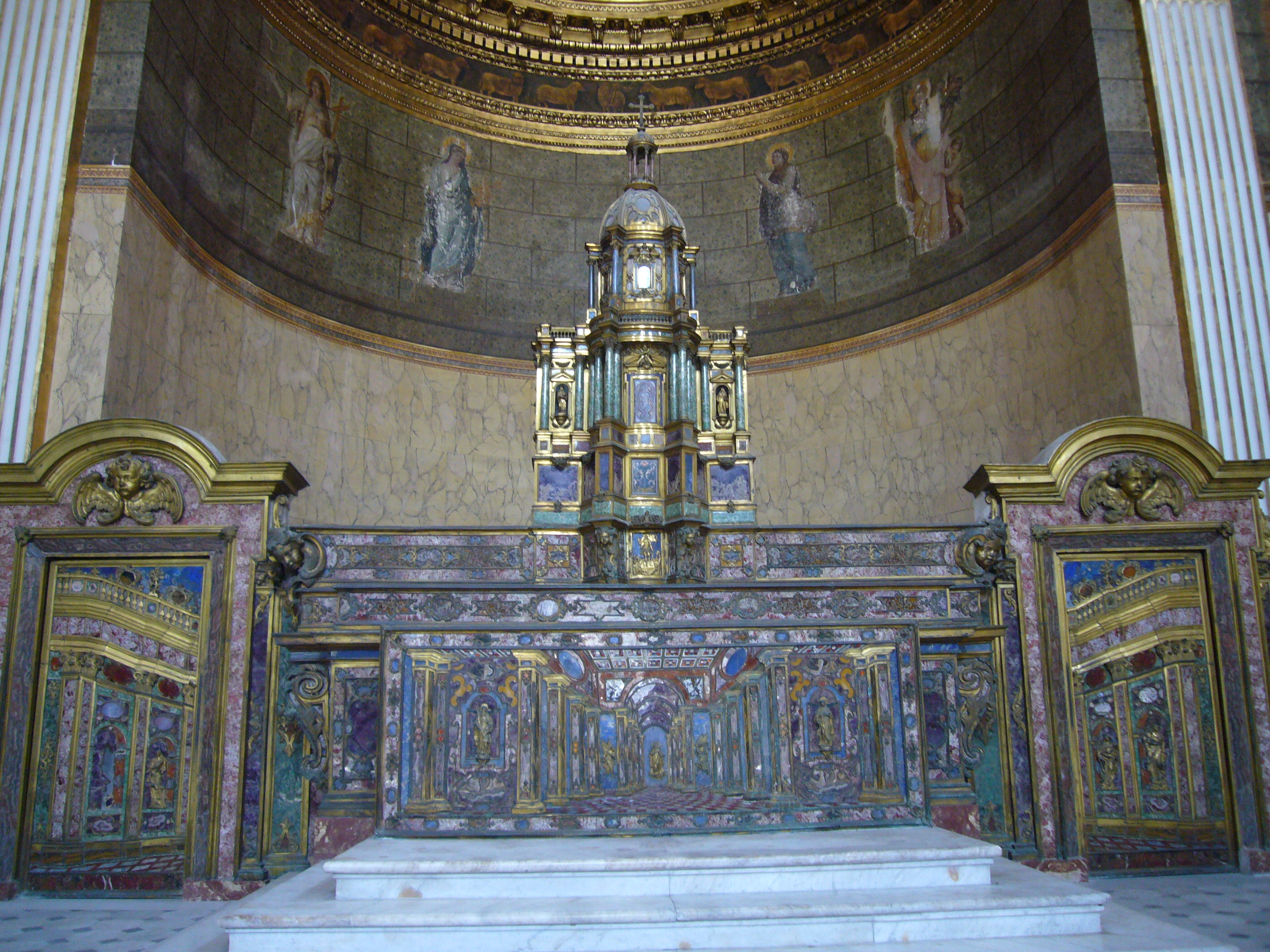
Altar da Capela Real do Palácio Real de Nápoles.

A Capela Real, dedicada à Assunção de Maria, foi construída em meados do século XVII segundo um desenho de Cosimo Fanzago, tendo estado no centro da vida musical napolitana entre os séculos XVII e XVIII. Durante o restauro efectuado na primeira metade do século XIX por António de Simone e Gaetano Genovese, a original disposição barroca permaneceu inalterada, mas o aparato decorativo foi modificado radicalmente. São de Cammarano os caixotões em madeira na abside, com pinturas representando O Pai Eterno entre Jesús Cristo, a Virgem e os Evangelhos, os anjos e querubins, inspirado na arte bizantina, juntamente com as alegorias da Fé, da Esperança, da Religião e da Caridade, e os Anjos festejando com ramos de oliveira e palmeira na faixa em mármore fingido. Deve-se ao arquitecto António de Simone a cenográfica estrutura em madeira pintada em mármore fingido que transformou toda a parte da abside. No entanto, o fulcro da Capela é seguramente o altar barroco de Dionisio Lazzari, realizado em 1674 para a Igreja de Santa Teresa dos Descalços e trasportado para a Capela Real por Joaquim Murat. O altar é, de facto, uma preciosa obra em bronze dourado, pedra dura, ágata, lápis-lazúli, ónix, jaspe e ametista. A Capela foi danificada por uma bomba em 1943 e ainda está em restauro, embora conserve obras relevantes e actualmente esteja adaptada a museu; estão ali expostos o precioso Presépio do Banco de Nápoles, um Cristo Ressuscitado em bronze dourado atribuído a Vinaccia, São Miguel que abate os demónios de autor desconhecido oriundo de Trapani, dois baixos-relevos em bronze e ágata de Francesco Righetti representando Fernando de Castela e Francisco de Paula e, por fim, uma casula em seda branca e rosa oferecida por Fernando de Bourbon e carregando as suas iniciais.

## Os Jardins Reais

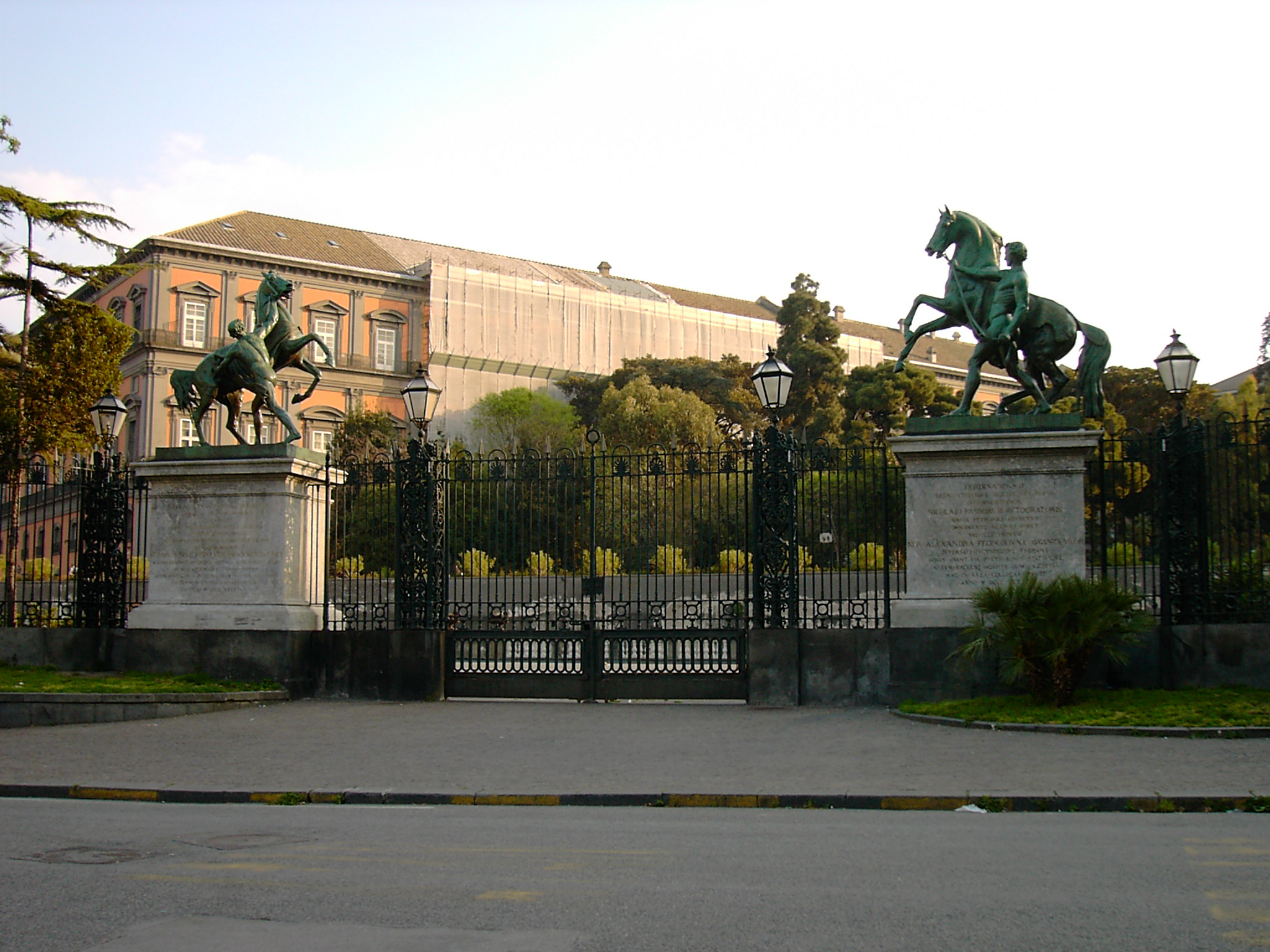
Os Cavalos de Bronze na entrada dos jardins do Palácio Real de Nápoles.

A área dos jardins já estava coberta de verde desde o século XIII, na época da Dinastia Angevina. No período de domínio dos vice-reis foi organizada como parque e enriquecida com estátuas, alamedas e "jardins secretos". 
Em meados do século XIX, o arquitecto Gaetano Genovese conduziu os trabalhos de ampliação e restauro do palácio, tendo confiado os jardins aos cuidados do botânico Federico Corrado Denhart, o qual inseriu numerosas magnólias, azinheiras e plantas raras, entre as quais se encontram a Persea Indica, a Strelitzia Niccolai e a Cycas Revoluta. Foi deste modo que o jardim adquiriu o seu novo aspecto "à inglesa" e se tornou num destino ao alcance dos visitantes. Às transformações oitocentistas também se deve a inserção de um gradeamento de ferro com lanças de pontas douradas, a qual dá acesso a uma alameda delimitada por estátuas dos Palafreneiros, oferecidas pelo czar Nicolau I da Rússia e mais conhecidas pelo nome de Cavalos de Bronze, e também a um outro jardim de pequenas dimensões: O Jardim d'Itália, no lado da Piazza Trieste e Trento, o qual foi decorado com camélias e "palmeiras de São Pedro", apresentando ao centro A Itália, escultura marmórea de Francesco Liberti. Ao fundo do jardim encontram-se as cavalariças oitocentistas, ladeadas por manejos da década de 1880 e destinados ao uso expositivo.